# Alfred Pearse

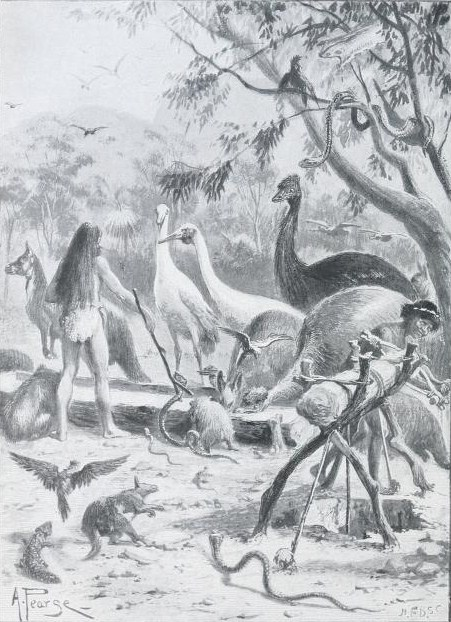
The adventures of Louis de Rougement (1899)

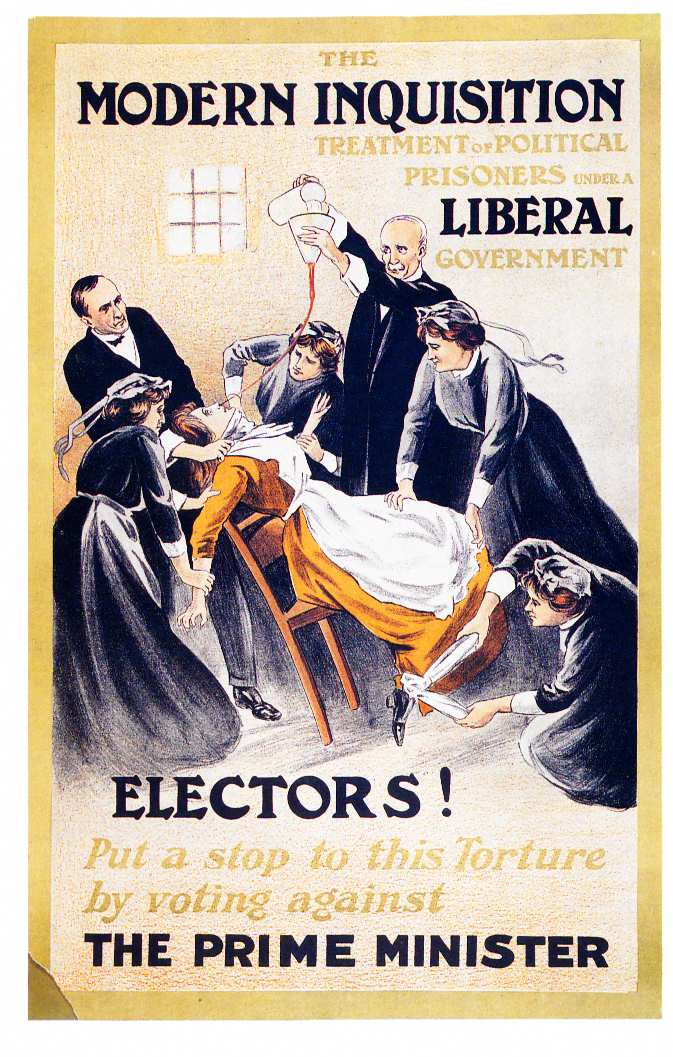
Propaganda für das Frauenwahlrecht und gegen die Zwangsernährung (1910)

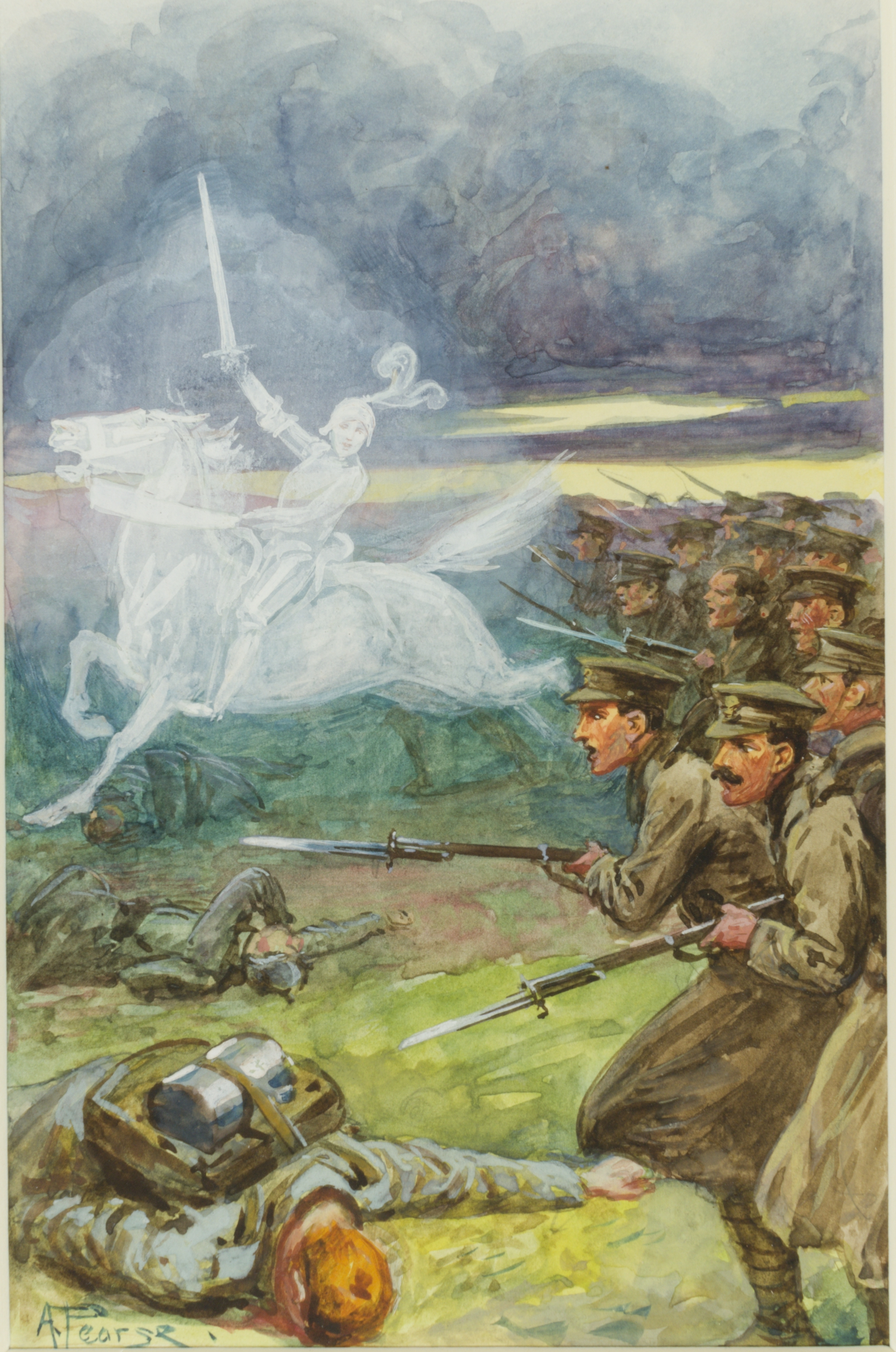
Sankt Georg führt die britischen Soldaten (1914)

Alfred William Pearse (geboren 1855; gestorben 1933), Pseudonym A Patriot, war ein britischer Illustrator und Unterstützer der Suffragetten.

## Leben
Alfred Pearse war ein Sohn des Malers Joseph Salter Pearse (1823–1896). Er besuchte von 1872 bis 1875 die West London School of Art und studierte Holzschnitt. Er arbeitete von 1879 bis 1886 beim Magazin The Pictorial World und nahm 1901 bis 1903 als Zeichner für die Zeitschrift The Sphere an der Royal Colonial Tour teil.
Seine Zeichnungen und Karikaturen wurden in The Illustrated London News, von 1878 bis 1923 in The Boy’s Own Paper, weiterhin in The Strand Magazine, Cassell's Family Magazine und in Punch gedruckt. Er illustrierte eine große Anzahl Bücher, 1910 schuf er sieben Illustrationen für eine Neuausgabe des Detektivromans The Moonstone. Pearse schrieb auch Kunstkritiken für den Manchester Guardian. 
Ab 1909 zeichnete er unter dem Pseudonym A Patriot wöchentlich einen Cartoon für die 1907 gegründete Suffragetten-Zeitung Votes for Women. Er unterstützte 1909 Laurence Housman und Clemence Housman bei der Einrichtung des Suffrage Ateliers, in dem Plakate, Postkarten, Banner für Demonstrationen und anderes Propagandamaterial produziert wurden. Die meisten Plakate der WSPU werden ihm zugerechnet.
Nach Kriegsbeginn 1914 stellte die Frauenwahlrechtsbewegung ihre Aktivitäten ein, und Pearse betätigte sich als Kriegspropagandist.

## Buchillustrationen (Auswahl)
- G. A. Henty: England’s aid, or, The freeing of the Netherlands (1585–1604). London : Blackie, 1891
- Robert Leighton: The thirsty sword : a story of the Norse invasion of Scotland, (1262–1263). London : Blackie & Son, Limited, 1893
- William Henry Giles Kingston: The Cruise of the Mary Rose.
- Gordon Stables: Westward with Columbus. London : Blackie & Son, 1894
- G. A. Henty: Māori and Settler: A Story of the New Zealand War. London : Blackie and Son, 1895?
- G. A. Henty: Redskin and Cow-Boy: A Tale of the Western Plains. New York : Charles Scribner’s Sons, 1896
- Ashmore Russan; Frederick Boyle: The riders, or, Through forest and savannah with „The Red Cockades“. London : Frederick Warne and Company, 1896
- Edward Sylvester Ellis: Wolf Ear, the Indian : a story of the Great Uprising of 1890–91. London : Cassell and Company, Limited, 1898
- Gordon Stables: In the land of the lion and the ostrich : a tale of struggle and adventure. London : Religious Tract Society, [1898?]
- Louis de Rougemont: The adventures of Louis de Rougemont. London : George Newnes, 1899.
- M. P. Shiel: Contraband of War: A Tale of the Hispano-American Struggle. London: Grant Richards, 1899
- George Griffith: The Romance of Golden Star.
- William Le Queux: The eye of Istar. A romance of the land of no return. New York : Frederick A. Stokes Company, 1897
- William Le Queux: The Veiled Man: Being an Account of the Risks and Adventures of Sidi Ahamadou, Sheikh of the Azjar Marauders.
- William Le Queux: The great white queen : a tale of treasure and treason. London : J. Shaw, [189–?]
- Francis Turner Palgrave (Hrsg.): The Golden Treasury: Of the Best Songs and Lyrical Poems in the English Language.
- Talbot Baines Reed: A dog with a bad name. London : Religious Tract Society, [1900?]
- Gordon Stables: Allan Adair, or, Here and there in many lands. London : Religious Tract Society, [1900?]
- Gordon Stables: The shell-hunters : their wild adventures by sea and land. London : Religious Tract Society, [1900?]
- Gordon Stables: From slum to quarter-deck. London : Religious Tract Society, 1908
- Edward Sylvester Ellis: River and forest. London : Cassell, 1906
- Sydney C Grier: England hath need of thee. Edinburgh : William Blackwood and Sons, 1916
- Mary Bourchier Sanford: The trail of the Iroquois : a pioneer romance of Canada. London Edinburgh : Sands & Co., 1925